# Governo Avarna
Il governo Avarna è stato l'ottavo governo del Regno delle Due Sicilie.

## Composizione
- Carlo Avarna di Gualtieri: Presidente del Consiglio dei ministri.
- Giuseppe Ceva Grimaldi Pisanelli, marchese di Pietracatella, duca delle Pesche: Ministro Segretario di Stato degli Affari Interni (fino al 1832).
  - Niccolò Santangelo: Ministro Segretario di Stato degli Affari Interni (1832-1847).
- Antonio Statella, principe di Cassaro: Ministro Segretario di Stato degli Affari Esteri (27 luglio 1830 - 20 marzo 1840).
- Donato Antonio Tommasi, marchese di Casalicchio: Ministro Segretario di Stato di Grazia e Giustizia (fino al 19 marzo 1831, morte).
  - Antonio Franco: Direttore del Ministero di Grazia e Giustizia "con referenda e firma" (19.03.1831-1832)
    - Nicola Parisio: Ministro Segretario di Stato di Grazia e Giustizia (1832-1848).
- Donato Antonio Tommasi, marchese di Casalicchio: Ministro Segretario di Stato degli Affari Ecclesiastici (fino al 19.03.1831, data di morte).